# (5735) Loripaul
(5735) Loripaul est un astéroïde de la ceinture principale.

## Description
(5735) Loripaul est un astéroïde de la ceinture principale. Il fut découvert le 4 juin 1989 à l'Observatoire Palomar par Eleanor Francis Helin. Il présente une orbite caractérisée par un demi-grand axe de 2,29 UA, une excentricité de 0,15 et une inclinaison de 5,1° par rapport à l'écliptique.

## Compléments